# 이정무 (MC)
이정무는 대한민국의 MC이자 서울신학대학교의 교수다. 2004년 MC 서바이벌에서 장려상을 수상하였고 이후 KBS 공채 예능 MC로 데뷔했다.

## 출연
- MC 서바이벌
- 해피투게더
- 연예가 중계
- 열린음악회